# Prémio K. Plyler de Espectroscopia Molecular
O Prémio K. Plyler de Espectroscopia Molecular (em inglês:  Earle K. Plyler Prize for Molecular Spectroscopy & Dynamics, é um prémio anual concedido pela American Physical Society desde 1976.
Este prémio, patrocinado pelo "The Journal of Chemical Physics" destina-se a premiar os cientistas que se distinguiram no campo da espectroscopia molecular e dinâmica. O nome do prémio foi atribuído em homenagem a Earle K. Plyler (1897 - 1976).

## Laureados[1]
- 1977: Charles H. Townes
- 1978: E. Bright Wilson, Jr
- 1979: George C. Pimentel
- 1980: Walter Gordy
- 1981: Richard N. Zare
- 1982: Takeshi Oka
- 1983: William Aloys Klemperer
- 1984: John T. Hougen
- 1985: Gerhard Herzberg
- 1986: James K.G. Watson
- 1987: Donald H. Levy
- 1988: Robert Warren Field
- 1989: Richard J. Saykally
- 1990: Andreas J. Albrecht
- 1991: Kenneth M. Evenson
- 1992: W. Carl Lineberger
- 1993: Ahmed Zewail
- 1994: C. Bradley Moore
- 1995: James L. Kinsey
- 1996: Charles S. Stedman
- 1997: David J. Nesbitt e Roger Ervin Miller
- 1998: Forrest Fleming Crim
- 1999: David Wixon Pratt
- 2000: Michael David Fayer
- 2001: W. E. Moerner
- 2002: Graham Fleming
- 2003: Giacinto Scoles and Kevin K. Lehmann
- 2004: Richard van Duyne
- 2005: Robert Tycko
- 2006: Mark Johnson
- 2007: Timothy S. Zwier
- 2008: Steven G. Boxer
- 2009: Terry A. Miller
- 2010: Lester S. Andrews
- 2011: Shaul Mukamel
- 2012: Andrei Tokmakoff
- 2013: Brooks Pate
- 2014: Lai-Sheng Wang
- 2015: Majed Chergui
- 2016: Donald G. Truhlar
- 2017: Albert Stolow
- 2018: David M. Jonas
- 2019: Abraham Nitzan
- 2020: Anna Krylov